# سازمان پرورش افکار
سازمان پرورش افکار عمومی سازمانی دولتی بود که در سال ۱۳۱۷، برای دست یافتن به یکسان‌سازی ملی وسیعتر، به دستور رضاشاه در ایران تأسیس شد. رئیس این اداره جدید، احمد متین دفتری وزیر دادگستری بود که حالا موظف به هدایت نسل جوانتر به سوی خدمت به میهن بود.
حکومت پهلوی این سازمان را به سرمشق از ماشینهای تبلیغاتی ایتالیای فاشیست و آلمان نازی برای تفهیم آگاهی ملی و ایده‌آلهای ناسیونالیستی به مردم از طریق مجله، جزوه، روزنامه، کتاب درسی، و برنامه‌های رادیویی، تشکیل داد. اعضای اصلی آن استادان دانشگاه بودند که آداب ناسیونالیستی ایران مدرن را شکل داده بودند. سخنرانیهایی در خصوص اخلاق، اهمیت نظافت و نرمش برگزار می‌کرد و سیاهه مردم شرکت کننده را حفظ می‌کرد.
این سازمان شش کمیسیون سخنرانی، رادیو، تدوین کتب درسی، هنرپیشگی، موسیقی و مطبوعات داشت.